# Haplophyllum ptilostylum
Haplophyllum ptilostylum är en vinruteväxtart som beskrevs av Sp.. Haplophyllum ptilostylum ingår i släktet Haplophyllum och familjen vinruteväxter. Inga underarter finns listade i Catalogue of Life.